# Yuki Kotera
Yuki Kotera (小寺 優輝 Kotera Yuki?, nacido el 12 de julio de 1986 en Wakayama) es un exfutbolista japonés. Jugaba de centrocampista y su último club fue el FC Ganju Iwate de Japón.

## Trayectoria

### Clubes
| Club            | País  | Año         |
| --------------- | ----- | ----------- |
| Fagiano Okayama | Japón | 2009 - 2011 |
| FC Ganju Iwate  | Japón | 2012 - 2014 |

## Estadística de carrera

### J. League
| Club            | Año   | J. League | J. League | Copa J. League | Copa J. League | Total | Total |
| Club            | Año   | Part.     | Goles     | Part.          | Goles          | Part. | Goles |
| --------------- | ----- | --------- | --------- | -------------- | -------------- | ----- | ----- |
| Fagiano Okayama | 2009  | 2         | 0         | -              | -              | 2     | 0     |
| Fagiano Okayama | 2010  | 12        | 0         | -              | -              | 12    | 0     |
| Fagiano Okayama | 2011  | 0         | 0         | -              | -              | 0     | 0     |
| Total           | Total | 14        | 0         | 0              | 0              | 14    | 0     |